# 니시다촌 (후쿠시마현)
니시다촌(西田村)은 후쿠시마현 나카도리 동부, 다무라군에 속했던 촌이다. 

## 역사
- 1955년 4월 1일 - 다카노촌, 오쿠마촌이 합병해, 니시다촌이 성립하였다.
- 1955년 11월 15일 - 니시다촌에 이와에촌의 일부(세리자와, 아쿠쓰)가 편입되었다.
- 1965년 8월 1일 - 니시다촌 및 나카타촌이 고리야마시에 편입해, 이로인해 지방 자치단체로서의 니시다촌이 소멸하였다.

## 인구
- 1955년 2,849
- 1965년 3,623

## 참고 문헌
- 角川日本地名大辞典編纂委員会『角川日本地名大辞典 7 福島県』、角川書店、1981年 ISBN 4040010701より
- 日本加除出版株式会社編集部『全国市町村名変遷総覧』、日本加除出版、2006年、ISBN 4817813180より